# Niederdielfen
Niederdielfen ist ein Ortsteil der Gemeinde Wilnsdorf im Kreis Siegen-Wittgenstein, Nordrhein-Westfalen mit rund 2700 Einwohnern.

## Geographie

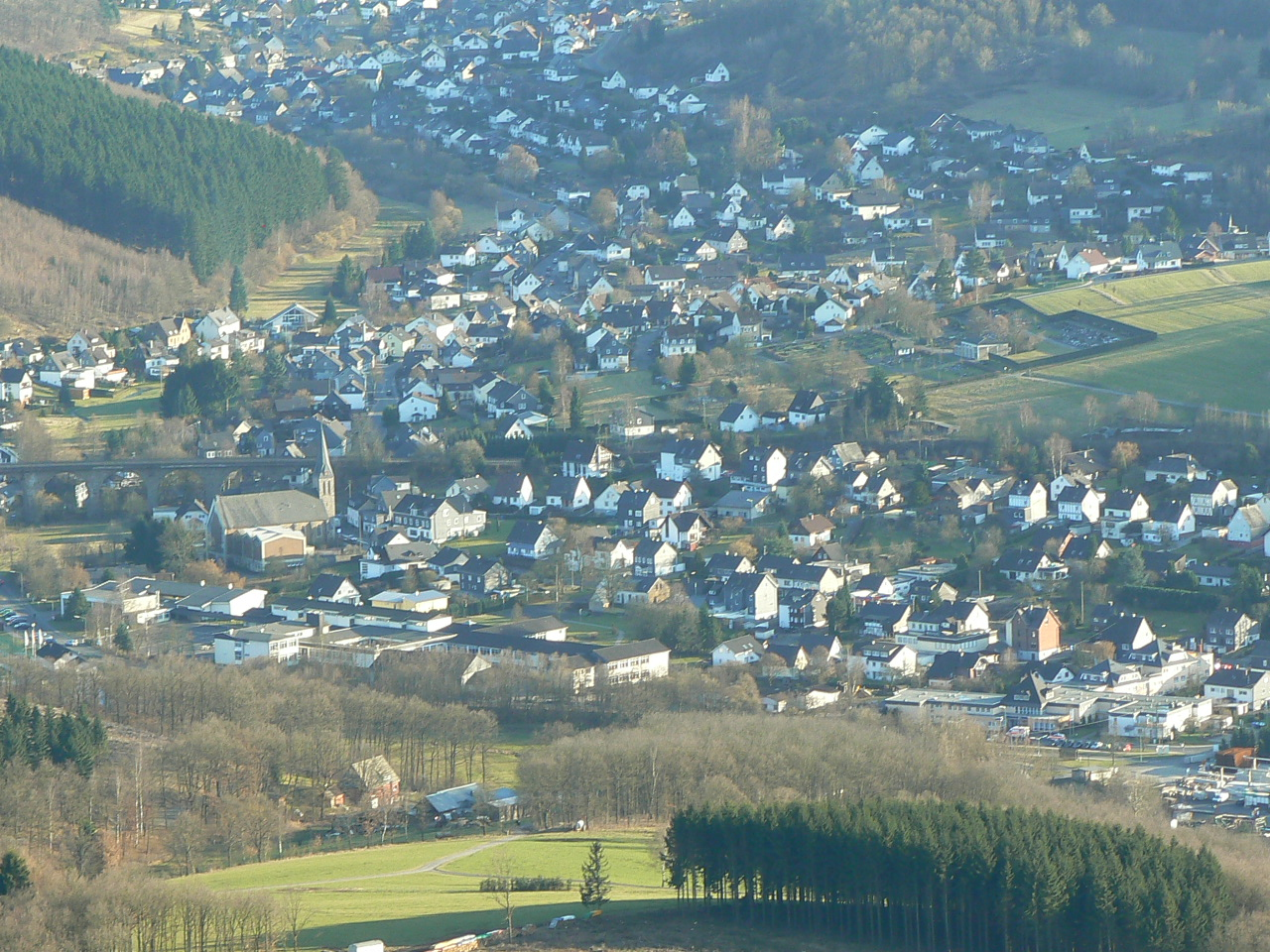
Ortskern Niederdielfen im März 2009

Niederdielfen liegt etwa sechs Kilometer ostsüdöstlich von Siegen bzw. rund zwei Kilometer südöstlich von dessen Stadtteil Kaan-Marienborn (je Luftlinie) und hat eine Fläche von 5,84 km². Der Ort befindet sich an der Einmündung der drei Kilometer langen Dielfe in die Weiß. Die Dielfe, die Namensgeber für Nieder- und Oberdielfen ist, entspringt am Fuß des Höhwäldchens, einem Ausläufer des Hoheroth (451 m ü. NN). Niederdielfen liegt zwischen 290 m (Ortsausgang Niederdielfen, Kläranlage) und 350 m ü. NN im Mittel.

### Nachbarorte
Nachbarorte von Niederdielfen sind Flammersbach im Nordosten, Anzhausen im Osten, Rudersdorf im Südosten, Oberdielfen im Süden, Obersdorf im Südwesten, Siegen im Westen und Nordwesten und Kaan-Marienborn im Nordwesten.

## Geschichte

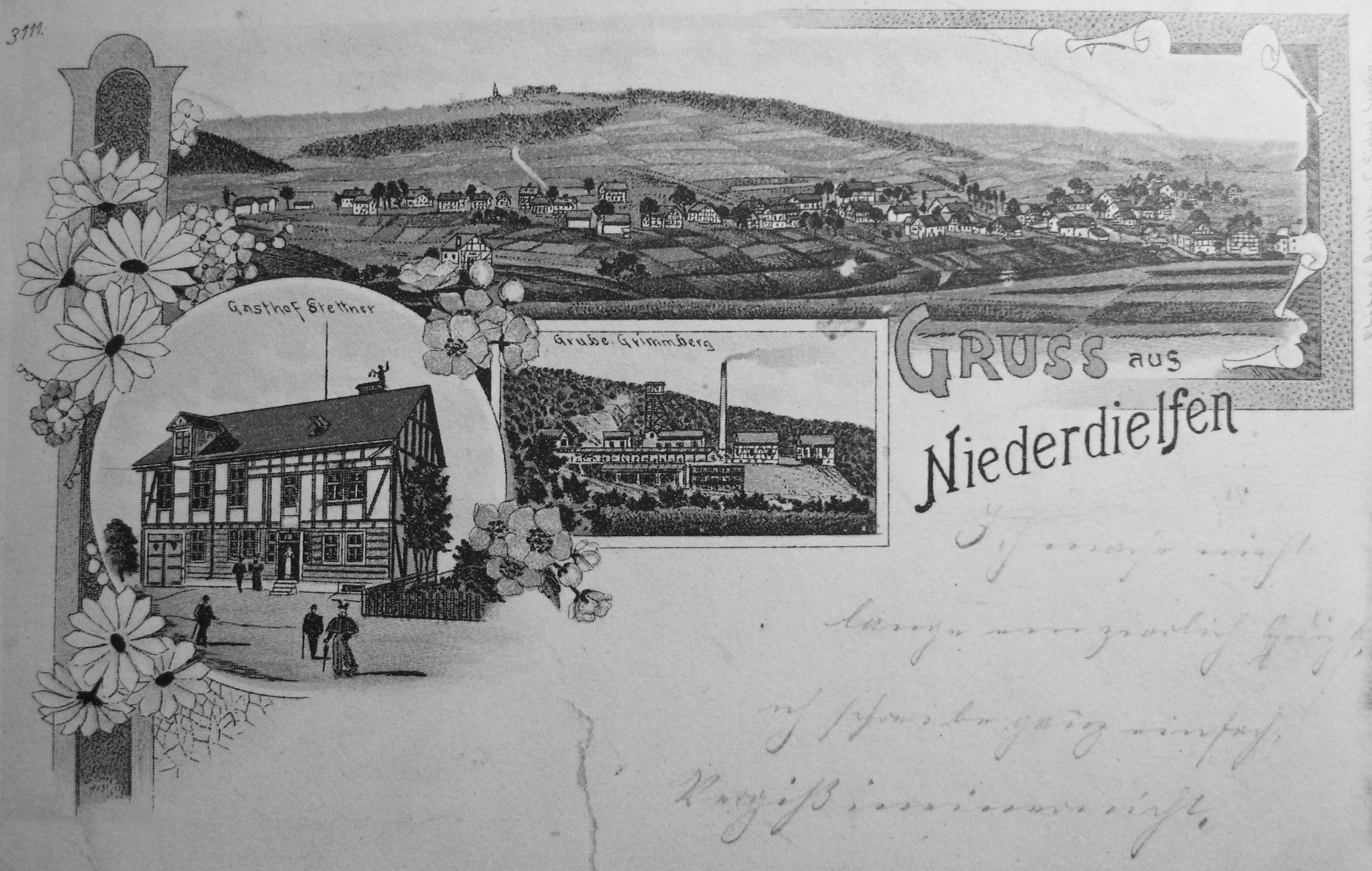
Niederdielfen auf einer Postkarte um 1890

Die „Mittelecke“, hier um 1900, musste dem Brückenbau der Dillstrecke weichen

Von einer Besiedlung des Gebietes um die Dielfe kann ab der La-Tène-Zeit um 500 v. Chr. gesprochen werden. Die ersten Ansiedler waren vom Rhein her in das Siegerland vorgedrungen, um Erz und Eisen zu finden. Der Eisenstein konnte an der Erdoberfläche abgebaut werden; der dichte Urwald lieferte die Holzkohle für die Verhüttung. An vielen Stellen sind heute noch die Schlackenhalden der ersten Eisengewinnungsstätten zu finden.
Die erste urkundliche Erwähnung von Niederdielfen war 1330 als „Dyspe“. Die Ersterwähnung «Dielfen» erfolgt mit der Unterschrift „Syfridus de Dylfft“, der eine Urkunde am 21. Dezember 1333 als Zeuge unterschreibt. 1344 erhalten die Herren von Bicken den großen und kleinen Zehnt. Am 28. März 1389 verkaufen die Adlige von Achenbach ihre Zehnte an die Herren von Wildenburg. Damals ein Ort, haben sich Ober- und Niederdielfen gesplittet und sind seit 1408, der ersten urkundlichen Erwähnung von Oberdielfen zwei getrennte Orte. 1461 schließlich wird „Nydern Dilphe“ erstmals erwähnt und ist somit knapp 550 Jahre alt. 1599 wurden bei einer Steuerschätzung 31 Häuser im Ort gezählt.
Vermutlich 1659 wurde die erste Schule im Ort gebaut. „1609, wo noch kein Katholk im Dorfe war,“ heißt es in einer Acte aus dem Jahre 1760, im großen Schulstreit.
Von 1794 bis 1910 war die Grube Grimberg in Betrieb. Neben ihr gab es die Grube Morgenglück bis 1902. Diese hatte einen Schacht mit den Maßen 2,50 m × 3,25 m, er wurde verfüllt. Der ursprüngliche Förderturm der Grube Grimberg in Niederdielfen wurde im Jahre 1911, als der Betrieb eingestellt wurde, abgerissen.
1825 zerstörte ein Großbrand sechs Häuser. Am 23. März 1884 wurde der Kunstmaler Adolf Saenger geboren. Nach ihm ist die Mehrzweckhalle in der Nähe der Realschule benannt. 1903 wurde die katholische Kirche Herz-Jesu eingeweiht. 1914 wurden die ersten elektrischen Leitungen genutzt.
1815 wurde Niederdielfen dem Amt Wilnsdorf in der Provinz Westfalen, Freistaat Preußen zugeordnet, was wiederum von 1815 bis 1866 dem Deutschen Bund und von 1867 bis 1870 Bundesstaat des Norddeutschen Bundes zugeordnet war sowie von 1871 bis 1945 zum Deutschen Reich gehörte. Mit dem 23. August 1946 bis zum 21. September 1949 war Niederdielfen Teil der Britischen Besatzungszone. Mit Einführung der föderalen Gliederung der Bundesrepublik Deutschland gehörte der Ort zur Gemeinde Wilnsdorf im Kreis Siegen und Regierungsbezirk Arnsberg im Bundesland Nordrhein-Westfalen.
1961 feierte Niederdielfen 500-jähriges Bestehen. Am 1. Januar 1969 wurden das Amt Wilnsdorf aufgelöst und die bis dahin eigenständige Gemeinde Niederdielfen im Zuge der kommunalen Neugliederung in die neue Großgemeinde Wilnsdorf eingegliedert.
Im September 2012 wurde das zwölf Grundstücke umfassende und ca. 6000 m² große Baugebiet „Am Grimberg“ für die Bebauung freigegeben.

### Einwohnerentwicklung
Einwohnerzahlen des Ortes:
| Jahr | Einwohner |
| ---- | --------- |
| 1773 | 111       |
| 1818 | 331       |
| 1885 | 554       |
| 1895 | 575       |
| 1905 | 647       |
| 1910 | 674       |
| 1925 | 903       |
| 1933 | 1002      |

| Jahr | Einwohner |
| ---- | --------- |
| 1939 | 1107      |
| 1950 | 1436      |
| 1961 | 1494      |
| 1967 | 2058      |
| 1969 | 2132      |
| 1991 | 2737      |
| 1994 | 2857      |
| 2005 | 2894      |

| Jahr | Einwohner |
| ---- | --------- |
| 2006 | 2909      |
| 2007 | 2844      |
| 2008 | 2899      |
| 2009 | 2812      |
| 2010 | 2787      |
| 2011 | 2795      |
| 2012 | 2770      |
| 2013 | 2760      |

| Jahr | Einwohner |
| ---- | --------- |
| 2014 | 2743      |
| 2015 | 2839      |
| 2016 | 2781      |

Anmerkungen: Zahlen 1969 / ab 1994 jeweils am 31. Dezember; 1991 am 31. März.

## Sehenswürdigkeiten und Kultur

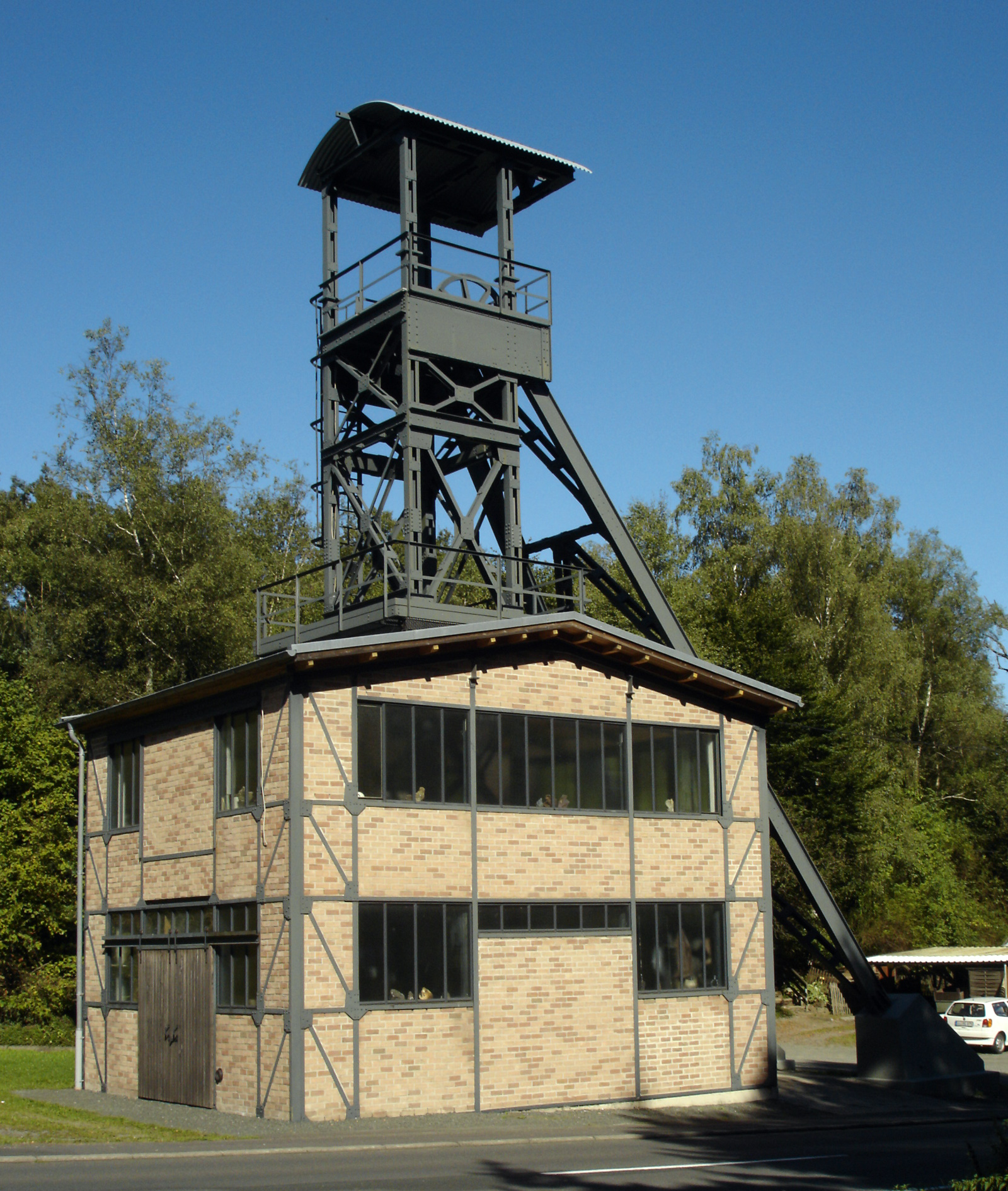
Förderturm Niederdielfen

### Sehenswürdigkeiten

#### Förderturm
Auf dem Gebiet der Gemeinde Wilnsdorf waren bis in die Anfänge des 20. Jahrhunderts insgesamt acht Gruben in Betrieb, unter anderem in Niederdielfen die Bergwerke „Friedenseiche I. und II.“, „Ewald“, „Ameise“ und „Junge Ameise“.
Die Grube „Grimberg“ in Niederdielfen wurde 1865 für den Tiefbau erschlossen. Bei 14 Sohlen betrug die Teufe 782 m. Ab 1891 wurde der Abbau für die 170 Belegschaftsmitglieder auf Druckluft umgestellt. 1910 wurde die Grube stillgelegt. Der ursprüngliche Förderturm wurde im Jahre 1911 abgerissen.
1995 wurde auf dem Grubengelände der Förderturm des Julianschachtes aus Bensberg wiederaufgebaut und erinnert somit an die fast 2500-jährige Geschichte des Bergbaus und der Eisenverhüttung in der Region. Der 16 Meter hohe Turm mit seinem Schachtgebäude ist dabei, obwohl er nicht aus der Region kommt, als typisch für die Förderanlagen im Siegerland anzusehen.

#### Wassermühle

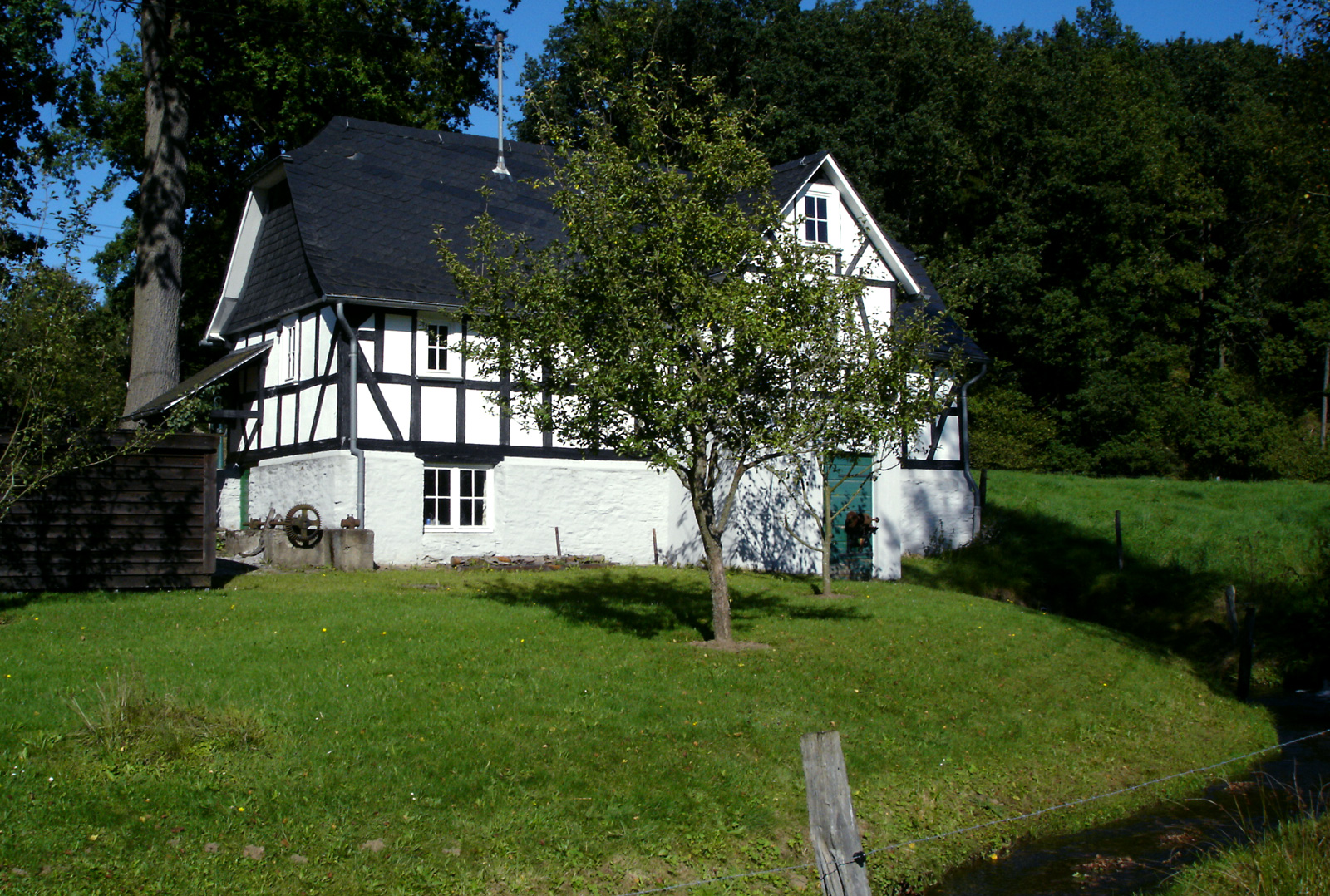
Wassermühle Niederdielfen

Die am Filsbachtälchen gelegene Niederdielfener Wassermühle aus der ersten Hälfte des 18. Jahrhunderts wurde in den Jahren 1992/93 funktionstüchtig restauriert und kann bei Gelegenheit mehrere Male im Jahr in Betrieb besichtigt werden. Das Mahlwerk der Mühle einschließlich der zum Teil geschmiedeten, zum Teil aus Gusseisen hergestellten Mechanik, ist vollständig erhalten. Das Baudatum lässt sich allerdings nicht genau bestimmen. Urkundlich belegt ist die Mühle aus der ersten Hälfte des 18. Jahrhunderts, mündliche Überlieferungen gehen auf das Jahr 1729 zurück.
Nachzulesen im Saalbuch, aber auch im Totenbuch der evangelischen Kirchengemeinde Rödgen kann man diese Daten entnehmen:
Im Netpher Land, in Flammersbach stand 1570 schon eine Mühle im dortigen Filsbachtal.
„1658 den 2 Novembris wird Heinrich Heitens TochterCatharina Begraben; als solches mit einem Sack Kornß zu nieden Dielfen bey der Mühlen gefahren“

#### Eremitage
Die Wallfahrtstätte Eremitage stammt aus dem Jahre 1684. Zu dieser Wallfahrtstätte gehören eine Kapelle, ein Heiligenhäuschen mit Eremitengrab, ein Kreuzweg, ein Waldaltar und eine Eremitenklause. In der Kapelle befindet sich ein Altar aus dem Jahre 1736. Die Klause gehört zu den ältesten Fachwerkhäusern im Siegerland.
Die Wallfahrtstätte Eremitage wurde 1953 erweitert mit der Gründung des Klosters des Klarissen-Ordens (OSC); 2014 wurde das Kloster aufgegeben.

### Kultur und gesellschaftliche Veranstaltungen

#### Schützenverein und Schützenfest
Der Schützenverein Dielfen e. V. richtet seit 1955 jährlich das örtliche Schützenfest aus. Das Schützenhaus des Vereins liegt am Grimberg auf gleicher Höhe mit dem Förderturm.

#### Theaterverein
Der im Oktober 2008 gegründete Theaterverein „Die Laien“ e. V. hat seinen Sitz in Niederdielfen; er ist ursprünglich aus einer 1989 gegründeten Anzhäuser Laienspielgruppe hervorgegangen. Er probt regelmäßig im Bürgerraum über dem Feuerwehrhaus und bietet seit 2000 jährliche Theateraufführungen in der Region.

#### Chor
Die Chorgemeinschaft „Cäcilia“ Niederdielfen wurde 1882 ursprünglich als Männerchor gegründet und ist Inhaber der Zelter-Plakette, der höchsten Auszeichnung für Chöre durch den Bundespräsidenten der Bundesrepublik Deutschland. Später wurde die Chorgemeinschaft durch einen Gemischten Chor, den Gospelchor „Spirited Voices“ sowie einen Projektchor ergänzt.
1924 gründete sich der Männerchor, 1995 der Frauenchor und 2002 der Kinderchor „MusiKids“ des Weißtaler Männer-Gesang-Verein Niederdielfen 1924 (Weißtaler MGV Niederdielfen 1924).

#### Backesverein
Der Backesverein des Ortes besteht seit 2019 und besitzt einen mobilen Backes, welcher auf einem Anhänger aufgebaut wurde. Seit 2021 wird durch den Verein ein Haus neben dem Sportplatz errichtet und wurde im August 2022 mit einer zweitägigen großen Feier eingeweiht. Dort wird seitdem an Backtagen für die Bevölkerung gebacken und das Brot für die Vereinskasse verkauft.

#### Sonstiges
Der Bürgerverein „Zur alten Linde“ mit über 400 Mitgliedern pachtete 2014 das über 250 Jahre alte Anwesen „Zur alten Linde“ und betreibt dort eine Versammlungsstätte zur Förderung von Kunst und Kultur im Ort sowie für ein Engagement in der Jugend- und Seniorenhilfe.
Niederdielfen ist Sitz der Luise-Gräb-Stiftung.

## Wirtschaft und Infrastruktur

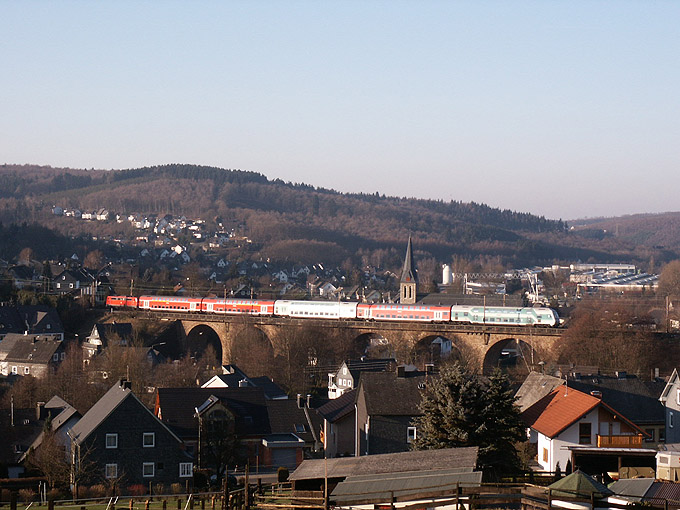
Bahnviadukt

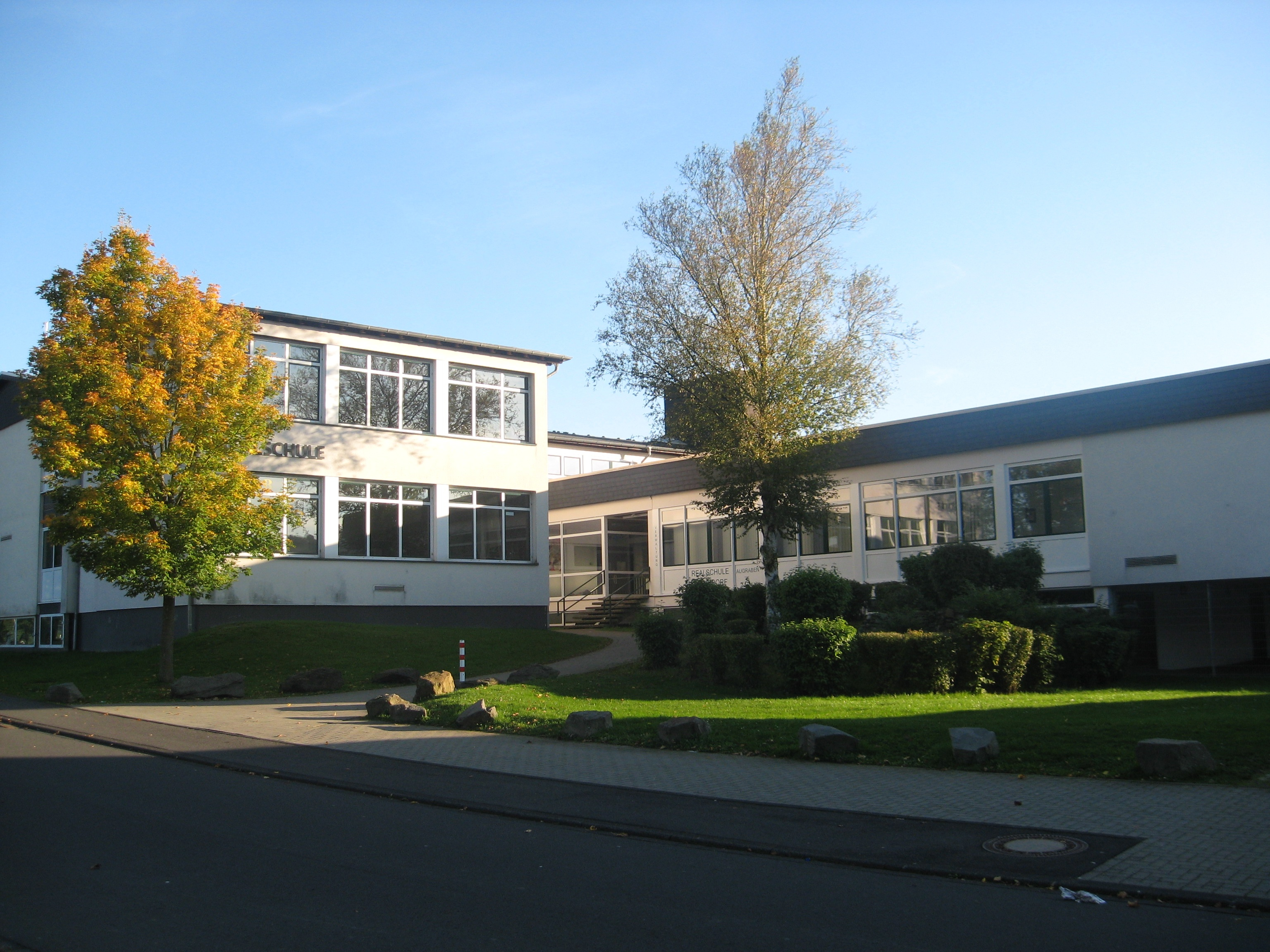
Realschule

### Verkehr
Durch Niederdielfen führt von Norden kommend die Landstraße 723, die in ihrem Verlauf in Richtung Anzhausen zur L 893 wird, da die L 723 weiter in Richtung Oberdielfen und damit Wilnsdorf führt. Mitten im Ort zweigt die Kreisstraße 18 ab, die auch „Grimbergstraße“ genannt wird und in Richtung „Eremitage“ führt und dort auf die Bundesstraße 54 trifft.
Seit 1915 besteht die Dillstrecke, an die Niederdielfen mit einem Bahnhof angeschlossen ist, der heute jedoch nicht mehr im Personenverkehr bedient wird. Die Bauzeit der Bahn mit Großviadukt im Ort betrug fünf Jahre.

### Industrie
Am Ortsausgang in Richtung Kaan-Marienborn liegt das Industriegebiet Industriestraße mit einer Größe von knapp 17 ha. Größte Arbeitgeber sind die Siegenia-Aubi KG (Beschlag- und Lüftungstechnik) sowie das Weißtalwerk (Stahlhoch- und Stahlleichtbauten und Verkehrsbauten und Krananlagen). Das Bauunternehmen Runkel aus Siegen betreibt ein Fertigteilwerk.

### Einrichtungen
In Niederdielfen sind zwei Kindergärten, eine Grundschule und die Realschule der Gemeinde Wilnsdorf angesiedelt. Darüber hinaus gibt es ein Seniorenwohn- und Pflegeheim mit Tages- und Kurzzeitpflege sowie ein Angebot des betreuten Wohnens.

## Persönlichkeiten

### Söhne und Töchter
- Adolf Saenger (1884–1961), Maler und Bildhauer
- Dietmar Ley (* 1963), Vorstandsvorsitzender Basler AG
- Dirk Bingener (* 1972), aufgewachsen in Niederdielfen, katholischer Priester, seit 2019 Präsident von missio Aachen sowie Präsident des Kindermissionswerks „Die Sternsinger“

### Bekannte Bewohner
- Roger Blachnik (* 1936), Chemiker, Professor an der Universität Osnabrück
- Manfred Zabel (* 1938), Sozialethiker und theologischer Anthropologe, Professor an der Universität Siegen
- Ingo Broer (* 1943), Theologe und Exeget, Professor an der Universität Siegen
- Rainer Schark (* 1944), Mathematiker und Zahlentheoretiker, Professor an der Universität Siegen